# 몬차 서킷
몬차 국립 자동차 경주장(이탈리아어: Autodromo Nazionale di Monza)은 이탈리아 롬바르디아주 밀라노 북부 몬차에 위치한 모터레이싱 서킷이다. 길이는 5.793km이며 11개의 코너로 이루어져 있다.